# Enrique Naval y Garcés
Enrique Naval y Garcés (nacido en 1863 en Belchite, Zaragoza) fue un abogado y político español.

## Reseña biográfica
Abogado. Fue vecino de Belchite.
Fue Diputado Provincial en representación del distrito Daroca-Belchite.
Del 24 de abril de 1901 al 22 de abril de 1905 fue Presidente de la Diputación Provincial de Zaragoza.
Cesó en la sesión de 22 de abril de 1905 formándose la mesa de edad para realizar nueva elección por haber sido nombrado Gobernador de la provincia de Teruel.
| Predecesor: Alfredo de Ojeda Perpiñán | Presidente de la Diputación Provincial de Zaragoza 24 de abril de 1901 - 22 de abril de 1905 | Sucesor: Luis Pérez Cistué |